# G.711
G.711はCCITT（現在のITU-T）によって策定された音声符号化の規格で、1972年に制定された。符号化方式は非線形パルス符号変調であり、標本化周波数は8000Hzである。固定電話網内の音声信号の伝送などに広く用いられている。

## 圧伸特性
信号レベルが小さいときに量子化雑音を低減するため（i.e. 音量が小さいときのノイズを少なくするため）、非直線量子化が行われる。圧伸特性として、μ-law（北米・日本で使用）およびA-law（欧州その他で使用）の二つが規定されているが、そのうち後者はコンピュータによる処理の容易性を特に考慮している。また、音声レベル0dBを定義するための符号化サンプルも規格に含まれている。
μ-lawは、14ビット符号付き線形PCMの1標本を対数的に8ビットに符号化する。A-lawでは13ビット符号付き線形PCMの1標本を対数的に8ビットに符号化する。標本化周波数が8000Hzなので、符号化器の出力ビットレートは64kbpsとなる。

## A-law
A-law符号化器の入力・出力対照表は以下の通り。
| 線形の入力値     | 出力値   |
| s0000000wxyza... | s000wxyz |
| s0000001wxyza... | s001wxyz |
| s000001wxyzab... | s010wxyz |
| s00001wxyzabc... | s011wxyz |
| s0001wxyzabcd... | s100wxyz |
| s001wxyzabcde... | s101wxyz |
| s01wxyzabcdef... | s110wxyz |
| s1wxyzabcdefg... | s111wxyz |

sは符号部。例をあげると、入力値1000000010101111は表の1行目に従い10001010に変換され、0000000110101111は2行目に従い00011010に変換される。このように、A-lawの符号化後の値は仮数部4ビット・指数部3ビットの浮動小数点数とみなすことができる。

## μ-law
μ-law（ulaw、G.711Mu、またはG.711μと呼ばれることもある）符号化器は、14ビットの符号付き線形オーディオサンプルを2の補数表現で入力として取り、値が負の場合は符号ビット以降のすべてのビットを反転させ、33（2進数100001）を加えて、8ビットの値に変換します。

## 特徴
- 標本化周波数 - 8kHz
- ビットレート - 64kbps（標本化周波数8kHz × 8ビット符号）
- アルゴリズムによる遅延は通常0.125ms。先読み遅延はない。